# Gladys Cooper
Dama Gladys Cooper DBE (Lewisham, Londres, 18 de desembre del 1888 − Henley-on-Thames, Anglaterra, 17 novembre del 1971) va ser una actriu anglesa.
Cooper va néixer al districte de Lewisham, Londres. El seu pare va ser Charles William Frederick Cooper i la seva mare Mabel Barnett. Va tenir dues germanes. Va debutar en el teatre el 1905 amb Bluebell in Fairyland. No va ser fins al 1922, tanmateix, quan va tenir el seu primer èxit amb The Second Mrs. Tanqueray, d'Arthur Wing Pinero. Va intervenir en Home and Beauty, de William Somerset Maugham, a Londres el 1919, i en The Letter, obra del mateix autor, el 1927. El seu últim gran èxit al teatre va ser en el paper de Mrs. St. Maugham en The Chalk Garden, d'Enid Bagnold, un paper que va representar a Londres i Broadway. El 1967, va treballar novament a Londres en una obra de Maugham, The Sacred Flame, i el 1971 va tornar a representar The Chalk Garden en el Teatre Haymarket.
Al principi de la seva carrera teatral, va ser criticada per ser molt estirada. Aldous Huxley va rebutjar la seva actuació en Home and Beauty: «és massa impassible, massa rígida, actuant tot el temps com si fos Galatea, encara desacostumada a les maneres d'un món viu». Tanmateix, Maugham la va elogiar per «canviar de ser una actriu indiferent a una extremadament competent» mitjançant el seu sentit comú i el treball.

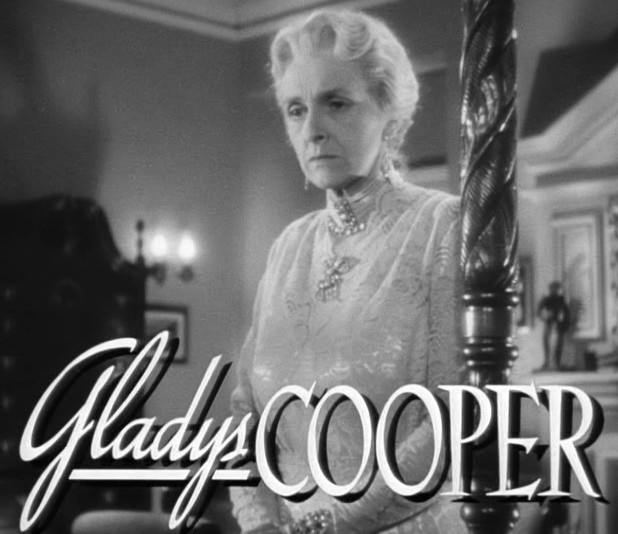
Gladys Cooper en Now Voyager (1942)

També va tenir èxit a Hollywood en una varietat de papers de caràcter i va ser elegida sovint per interpretar dones de l'aristocràcia de gest desaprovador. Va intervenir en Rebecca i va ser nominada tres vegades a l'Oscar a la millor actriu secundària per les següents actuacions: com la patològicament repressiva mare de Bette Davis en Now, Voyager, com una monja escèptica en The Song of Bernadette, i com a Mrs. Higgins en My Fair Lady.
Entre els seus molts treballs en televisió, va protagonitzar la sèrie dels anys seixanta The Rogues, al costat de David Niven, Gig Young, Robert Coote, John Williams i Larry Hagman. Per aquesta actuació, va guanyar el Globus d'Or el 1965. També va intervenir en tres episodis de The Twilight Zone.
En els seus últims anys va tornar al Regne Unit. Va treballar al costat de Wendy Hiller i Leo Genn en The Sacred Flame, a Londres, el 1967, any en què va ser nomenada Dama Comandanta (DBE) de l'Orde de l'Imperi britànic. Va morir per una pneumònia als 82 anys a Henley-on-Thames, Anglaterra.
Es casà en tres ocasions:
- Amb el capità Herbert Buckmaster, el 1908. Van tenir dos fills, un d'ells Joan Buckmaster (1910 -2005), que es va casar amb l'actor Robert Morley.
- Amb el baró anglès sir Neville Pearson (1927-1936). Van tenir una filla, Sally Pearson (també coneguda com a Sally Cooper), que va estar casada del 1961 al 1986 amb l'actor Robert Hardy.
- Amb l'actor anglès Philip Merivale (30 d'abril del 1937-12 de març del 1946). Va viure durant molts anys a Santa Monica, Califòrnia, fins a la mort del seu espòs als 59 anys, a causa d'una malaltia cardíaca. Per aquest matrimoni, va ser madrastra de John Merivale.

## Filmografia
- 1913: The Eleventh Commandment: Edith
- 1914: Danny Donovan, the Gentleman Cracksman: Mrs. Ashworth
- 1916: The Real Thing at Last: Bruixa americana
- 1917: The Sorrows of Satan: Lady Sybil Elton
- 1917: My Lady's Dress: L'esposa
- 1917: Masks and Faces: Mabel Vane
- 1920: Unmarried
- 1922: The Bohemian Girl: Arlene Arnheim
- 1923: Bonnie príncep Charlie: Flora MacDonald
- 1934: The Iron Duke: Duquessa d'Angulema
- 1940: Rebecca: Beatrice Lacy
- 1940: Kitty Foyle: Mrs. Strafford, la mare de Wyn
- 1941: That Hamilton Woman: Lady Frances Nelson
- 1941: The Black Cat, d'Albert S. Rogell: Myrna Hartley
- 1941: The Gay Falcon: Maxine Wood, o Maxine Weber
- 1942: This Above All: Iris
- 1942: Eagle Squadron: Tia Emmeline
- 1942: Now, Voyager: Mrs. Henry Windle Vale
- 1943: Forever and a Day: Mrs. Barringer
- 1943: Mr. Lucky: Capità Veronica Steadman
- 1943: Princessa O'Rourke: Miss Haskell
- 1943: The Song of Bernadette: Sor Marie Therese Vauzous
- 1944: The White Cliffs of Dover: Lady Jean Ashwood
- 1944: Mrs. Parkington: Alice - Duchesse de Brancourt
- 1945: The Valley of Decision: Clarissa Scott
- 1945: Love Letters: Beatrice Remington
- 1946: The Green Years, de Victor Saville: Mamie Leckie
- 1946: Beware of Pity: Mrs. Klara Condor
- 1946: The Cockeyed Miracle: Amy Griggs
- 1947: Green Dolphin Street: Sophie Patourel
- 1947: The Bishop's Wife: Mrs. Hamilton
- 1948: Homecoming: Mrs. Kirby
- 1948: The Pirate: Tia Inez
- 1949: The Secret Garden: Mrs. Medlock
- 1949: Madame Bovary: Madame Dupuis
- 1950: Adventure Story (TV): La reina mare de Perse
- 1951: Thunder on the Hill: Mare Superiora
- 1952: At sword's point: Reina Anne
- 1955: The Man Who Loved Redheads: Caroline, Lady Binfield
- 1958: Separate Tables: Mrs. Railton-Bell
- 1963: Pygmalion (TV): Mrs. Higgins
- 1963: The List of Adrian Messenger: Mrs. Karoudjian
- 1964: My Fair Lady: Mrs. Higgins
- 1964: The Rogues (sèrie TV): Tatie Margaret (1964-1965)
- 1967: The Happiest Millionaire: Tia Mary Drexel
- 1969: A Nice Girl Like Me: Tia Mary

## Nominacions
- 1943: Oscar a la millor actriu secundària per Now, Voyager
- 1944: Oscar a la millor actriu secundària per The Song of Bernadette
- 1965: Oscar a la millor actriu secundària per My Fair Lady
- 1965: Primetime Emmy a la millor actriu per The Rogues